# شیکاگو (ترانه مایکل جکسون)
«شیکاگو» (به انگلیسی: Chicago) ترانه‌ای از مایکل جکسون است. او در سال ۱۹۹۹ در زمان ساخت آلبوم شکست‌ناپذیر برای روی این آهنگ کار می‌کرد اما پس از مرگش در آلبومی گردآوری‌شده به نام اکسکیپ (۲۰۱۴) منتشر شد. این آهنگ را تیمبالند برای آلبوم جدید دوباره میکس کرده است. نام این آهنگ در ابتدا «او عاشقم بود» نام داشت.
«شیکاگو» یکی از تنها دو آهنگ آلبوم اکسکیپ است که پیشتر لو نرفته بود.

## متن ترانه
ترانه راوی داستان رویارویی مایکل با زنی است که ادعا می‌کرد شیفتهٔ او بود: 
«من او را در راه شیکاگو دیدم. و کاملاً تنها بود و من نیز بودم. پس نامش را پرسیدم. او لبخند زد و به من نگاه کرد. تعجب کردم که زنی چون او شیفتهٔ من شده بود.»
این ترانهٔ ورس نخست است پیش از آنکه داستان در ورس دوم رنگ و بوی کاملاً متفاوتی به خود بگیرد:
«او گفت که هیچ مردی در زندگی‌اش نیست.
در حالی که بچه‌هایش را به بهترین حالت بزرگ کرده.
او گفت که هیچ کسی را ندارد.
و گفت که حتی در خانه‌شان تلفن هم ندارد.
او گفت که بهش یک اسکناس بدم.
تا شب را تا صبح با من بگزراند.
او به من دروغ گفت.
منو باش که فکر می کردم دوستم داره.
آره.»

## نقد
مایکل کرگ (Michael Cragg)، نویسندهٔ روزنامهٔ گاردین در مورد آهنگ «شیکاگو» نوشته است: «جکسون عملاً خالق سبک تین پاپ (Teen pop) است و این آهنگ یادآور زمانی است که او را بدون حضور ضرباهنگ هپ‌هاپ بر صحنه نمی‌دیدم.» لوییس کرنر در ادامه افزوده است: «او با غرش‌های خاص خود می‌خواند: او (زن) به تو دروغ گفت / او به من دروغ گفت.»